# ユダヤ芸術歴史博物館
ユダヤ芸術歴史博物館 (ユダヤげいじゅつれきしはくぶつかん、Musée d'art et d'histoire du judaïsme: mahJ) は、パリ3区のマレ地区にある、ユダヤ教の芸術と歴史に関するフランス最大の博物館であり、中世から現代までの欧州およびマグレブ諸国のユダヤ人の歴史・文化を幅広く紹介している。
多数の美術工芸品、祭具、民族衣装・装身具などのほか、ユダヤ人の歴史に関する史料、エコール・ド・パリの画家をはじめとするや現代ユダヤ系アーティストの作品を含む膨大なコレクションを所蔵している。
図書館、書店もあり、約200席の講堂では講演会、シンポジウム、コンサート、映画上映会などが行われている。
ユダヤ芸術歴史博物館の建物は17世紀中頃に建立されたサン＝テニャン館であり、1998年、当時のパリ市長ジャック・シラクにより開館式が行われた。

## 展示室・収蔵品
所蔵品は、テーマ別に「古代から中世まで」、「ルネサンスから18世紀までのイタリアのユダヤ人」、「ハヌカー ― 光の祭り」、「アムステルダム ― 2つのディアスポラの出会い」、「エルサレムへの巡礼」、「東欧のユダヤ人」、「祭事と伝統」、「中近東諸国・マグレブ諸国のユダヤ人」、「解放 ― フランスの場合」、「ドレフュス事件から第一次世界大戦まで」、「欧州におけるユダヤ研究・政治運動（19世紀末から20世紀初頭にかけて）」、「20世紀のユダヤ人アーティスト」の各室に展示されている。

### 古代から中世まで

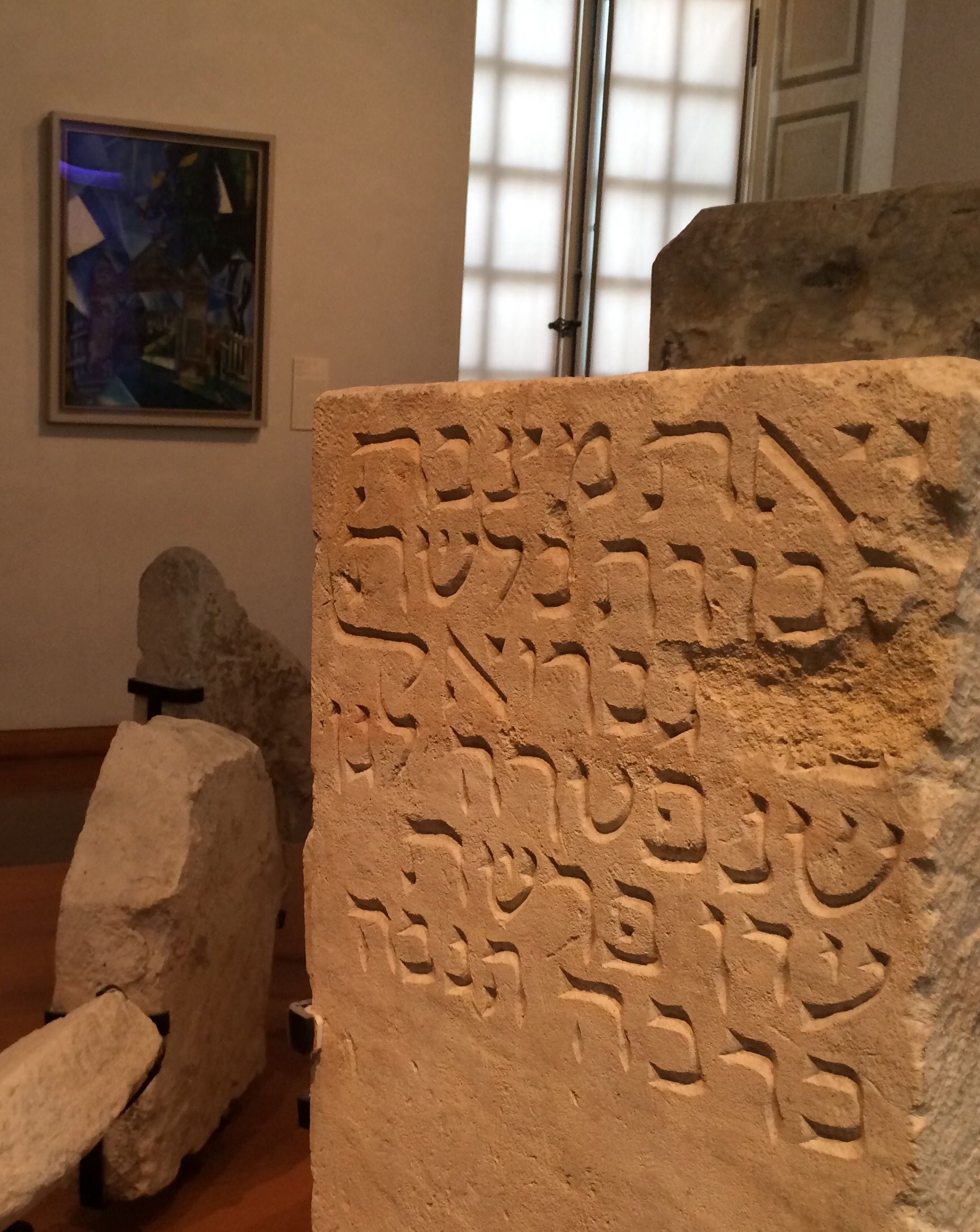
13世紀のパリのユダヤ人墓地の墓碑

中世には、複数のユダヤ人追放令が発令された（フィリップ4世による1306年の追放令、シャルル6世による1394年の追放令など）。この展示室には、中央に13世紀のパリのユダヤ人墓地にあった墓碑、周囲にハヌッキーヤー（燭台）などの祭具や史料が展示され、キリスト教世界におけるユダヤ人社会の形成について知ることができる。

### ルネサンスから18世紀までのイタリアのユダヤ人
イタリアはルネサンスから18世紀にかけて国家として統一されていなかったため、ユダヤ人は地域により異なる社会を築いていた。モデナ、ヴェネツィアなどにおけるユダヤ文化を紹介するこの展示室には、1472年のモデナの聖櫃のほか、トーラーなどの装飾写本、祭具として用いられた金銀細工品や刺繍、ルネサンス期のイタリア絵画などが展示され、特にアレッサンドロ・マニャスコ (1667-1749) の『ユダヤの葬儀』、ヴェローナの画家マルコ・マルコーラ(1740-1793) の作とされる絵画には誕生、割礼、バル・ミツワー（成人式）、結婚、葬儀などの当時のユダヤ教の儀式が描かれている。

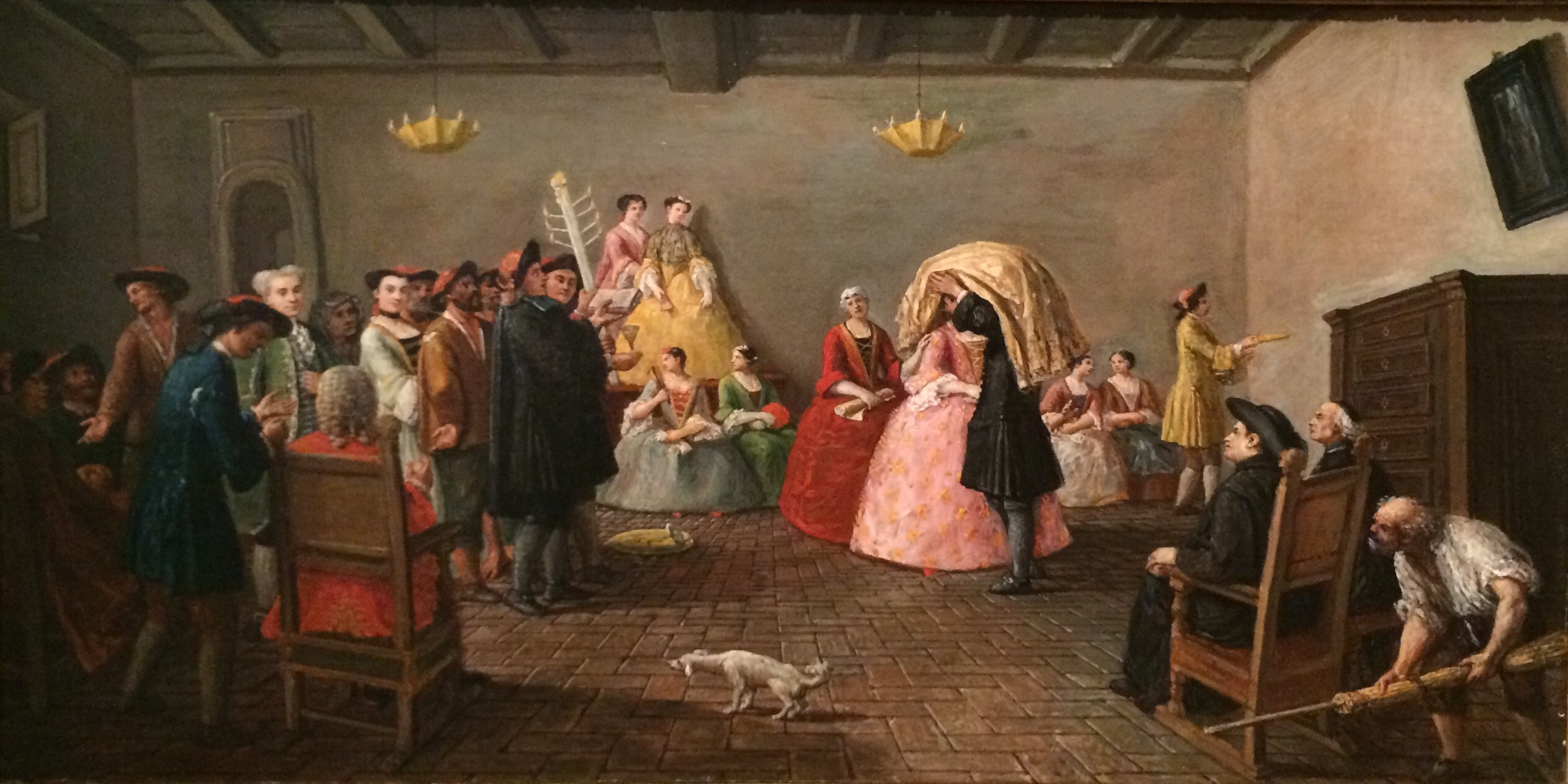
マルコ・マルコーラ『ユダヤの婚礼』1780年頃
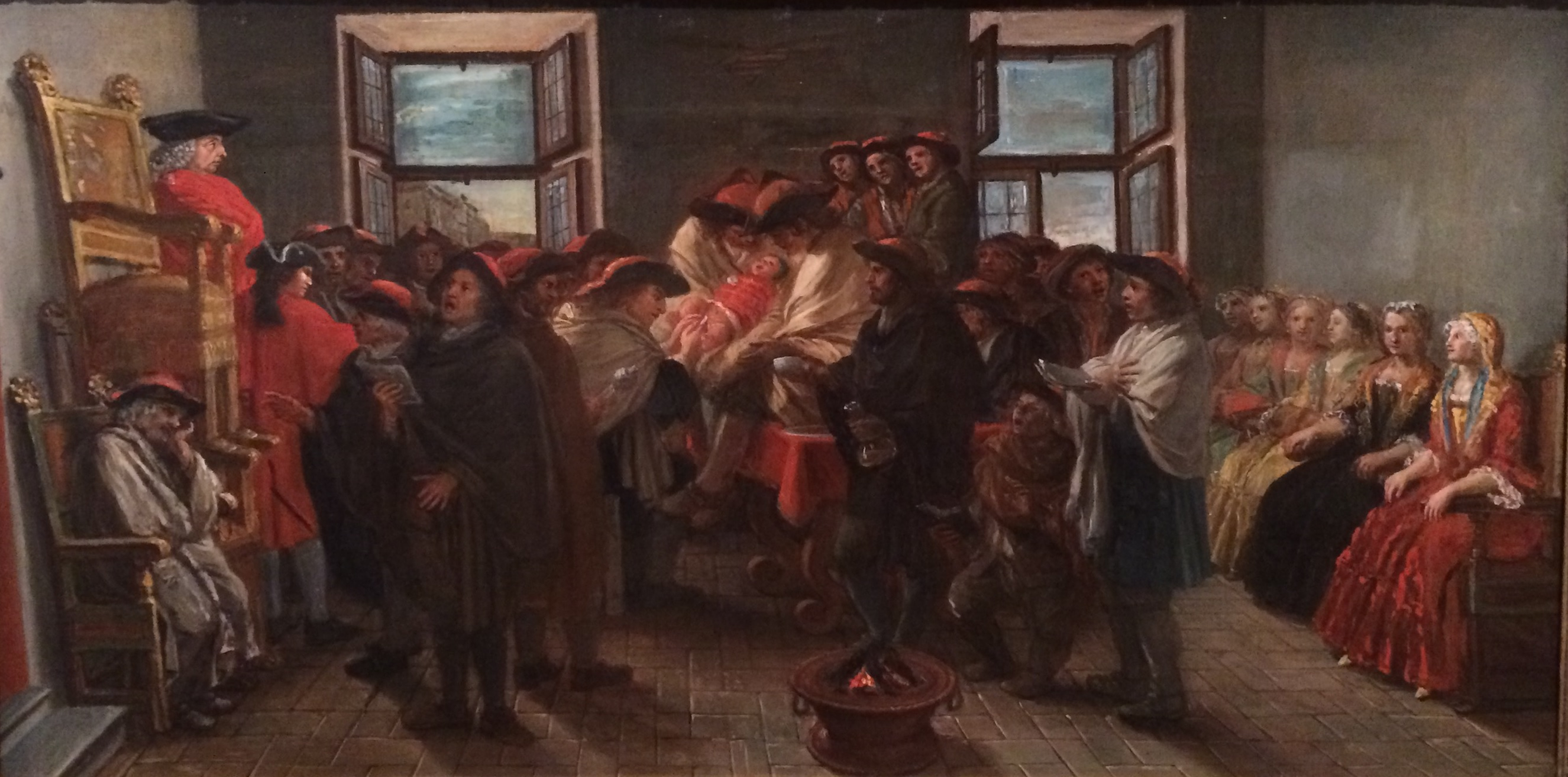
マルコ・マルコーラ『割礼』1780年頃
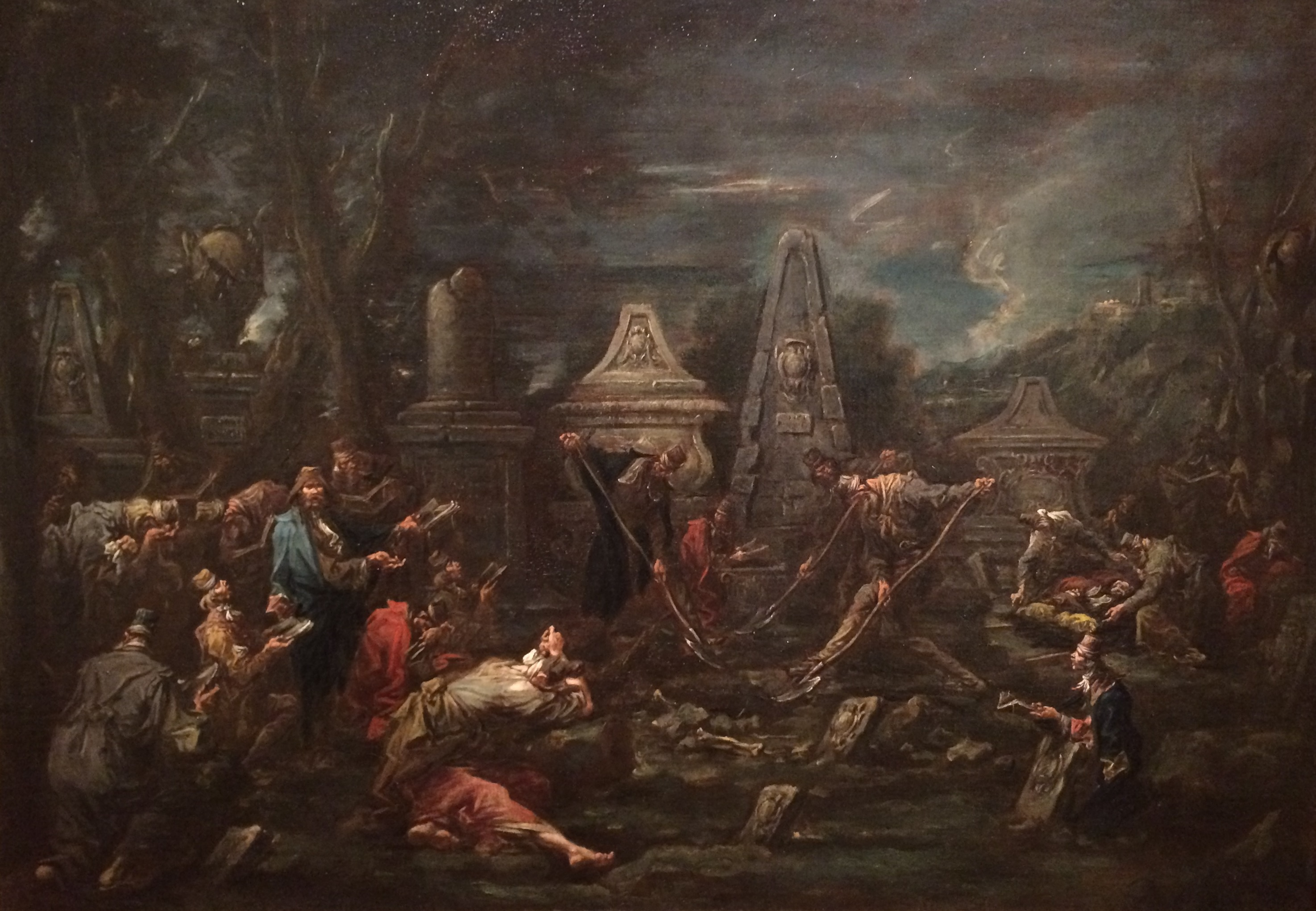
アレッサンドロ・マニャスコ『ユダヤの葬儀』1720年

### ハヌカー ― 光の祭り
ユダヤ教の光の祭り「ハヌカー」の祭具のみを集めた展示室である。ハヌッキーヤーだけでもフランス、イタリア、ドイツ、ポーランド、イエメン、チュニジア、イスラエルなど様々な国から収集されており、ディアスポラの歴史の一端を知ることができる。

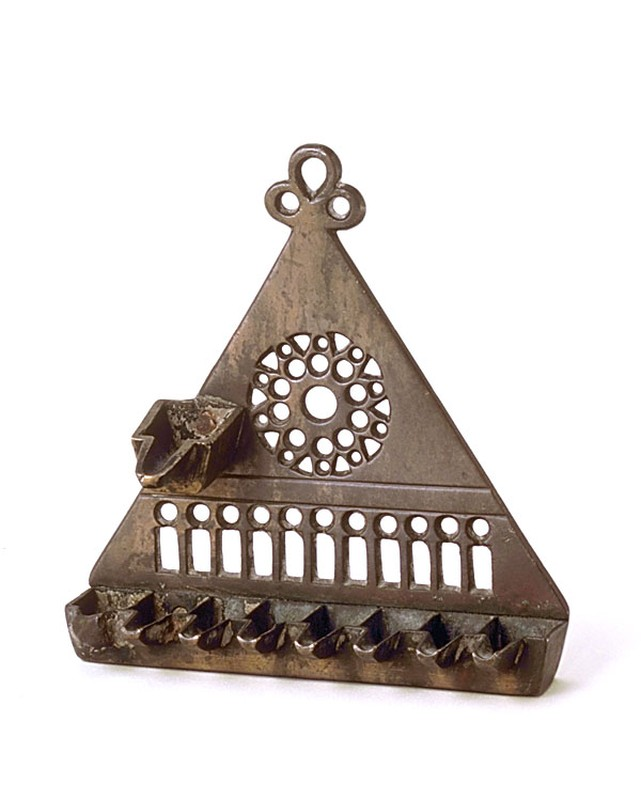
フランス 14世紀
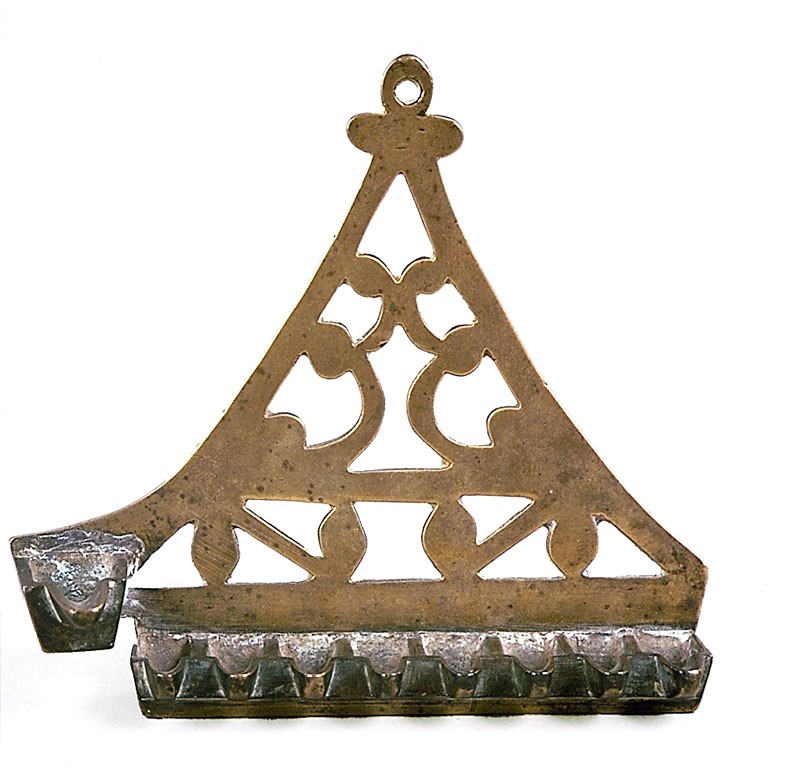
フランス 16世紀
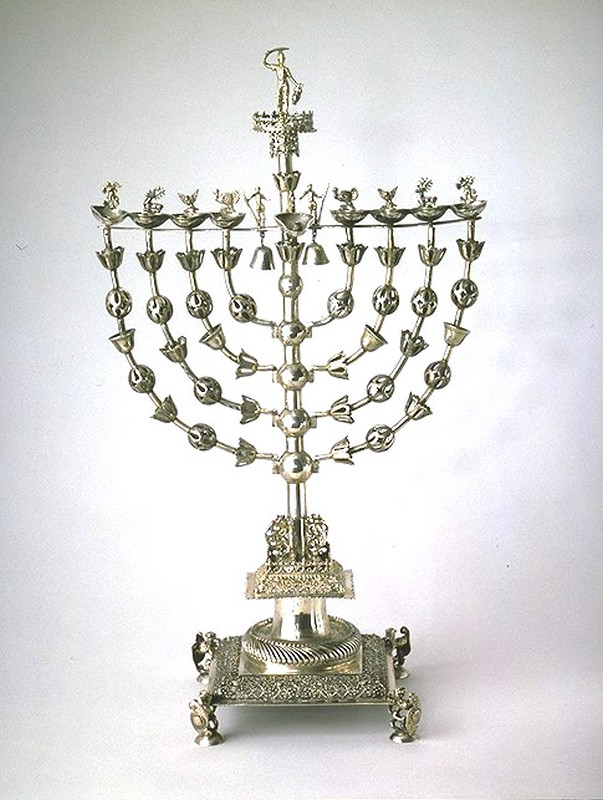
ドイツ 18世紀
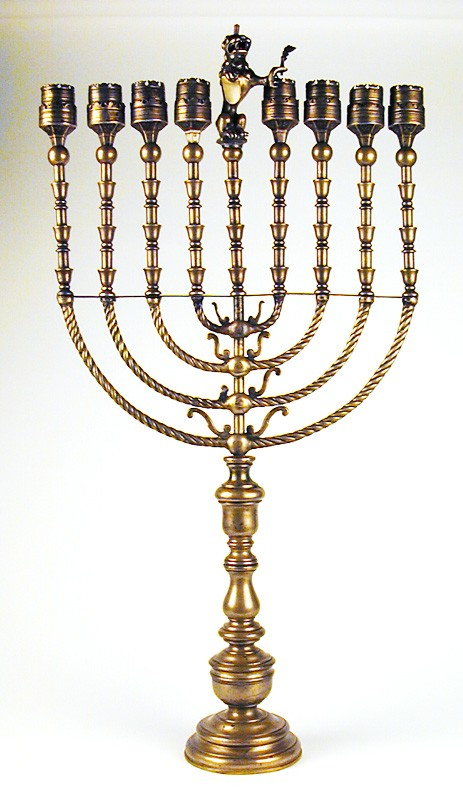
イタリア 18世紀
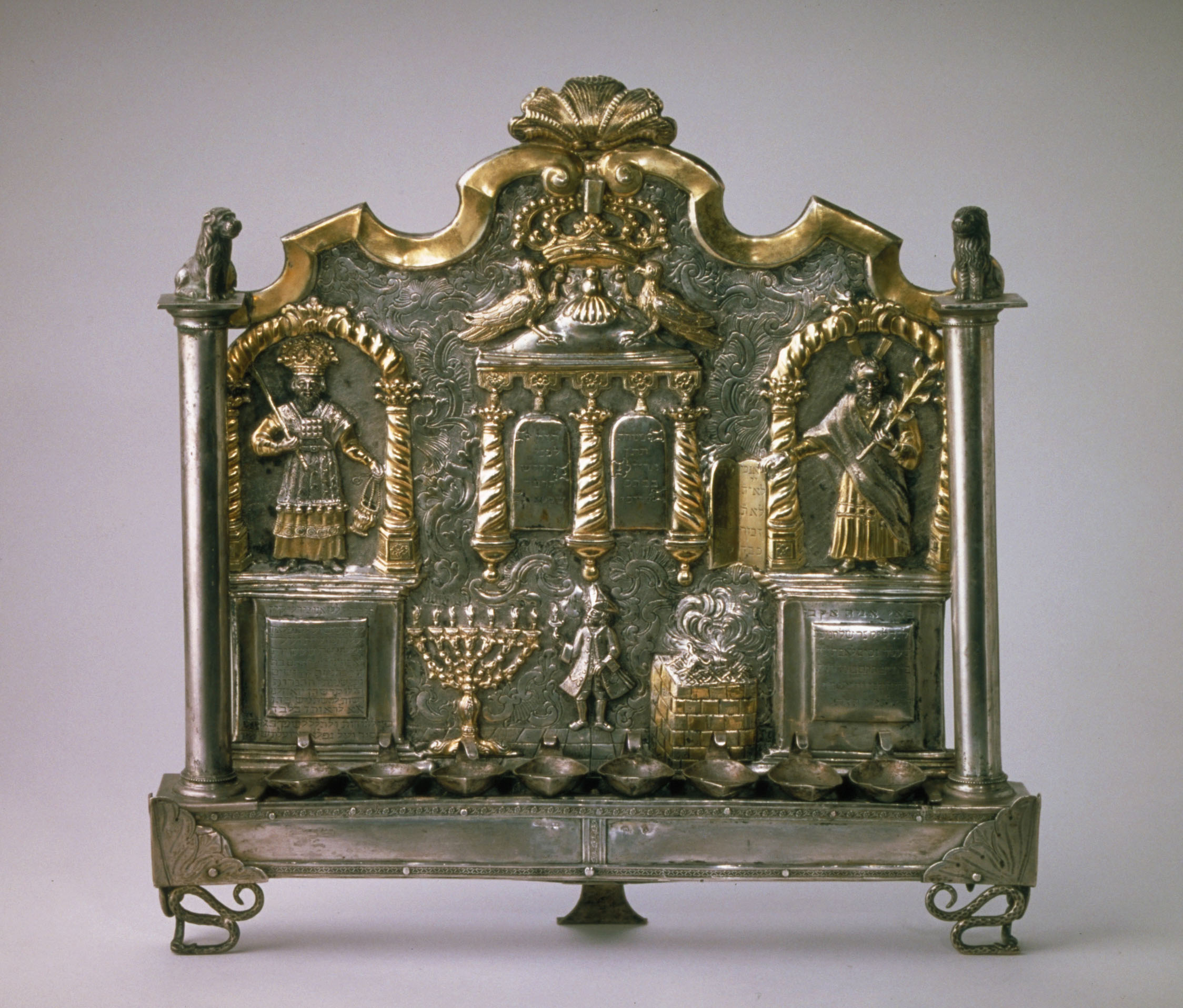
ポーランド 18世紀
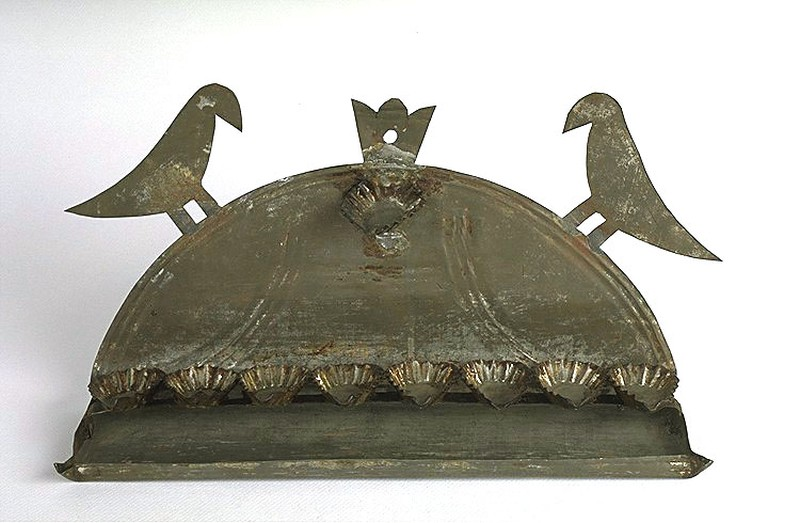
フランス 19世紀
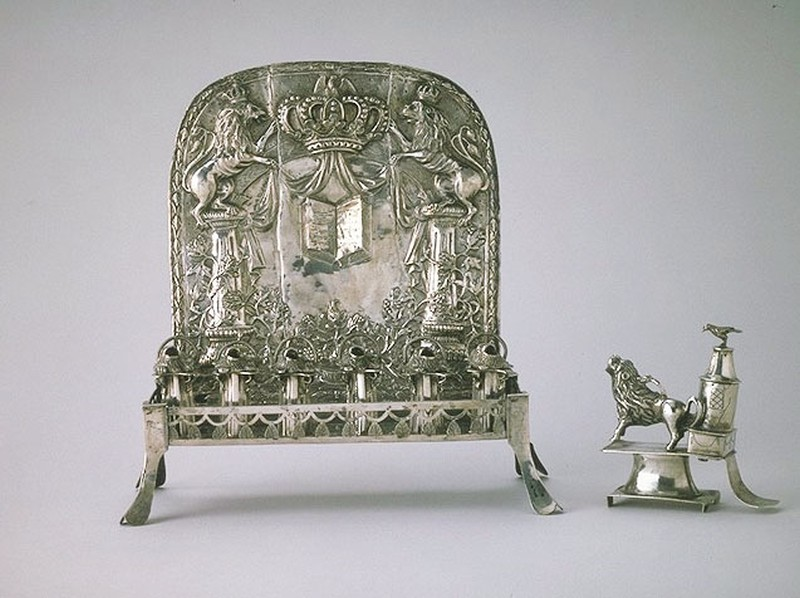
東欧 19世紀
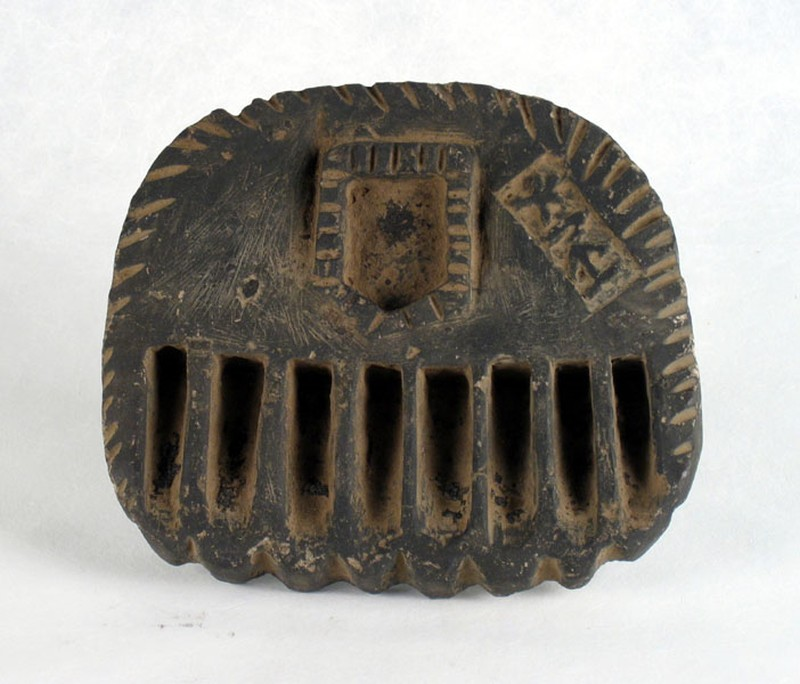
イエメン 20世紀
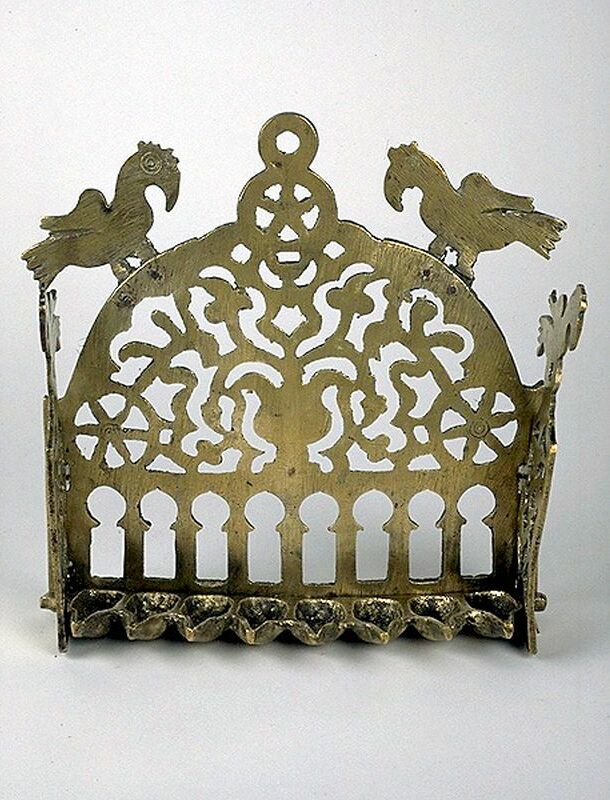
チュニジア 20世紀
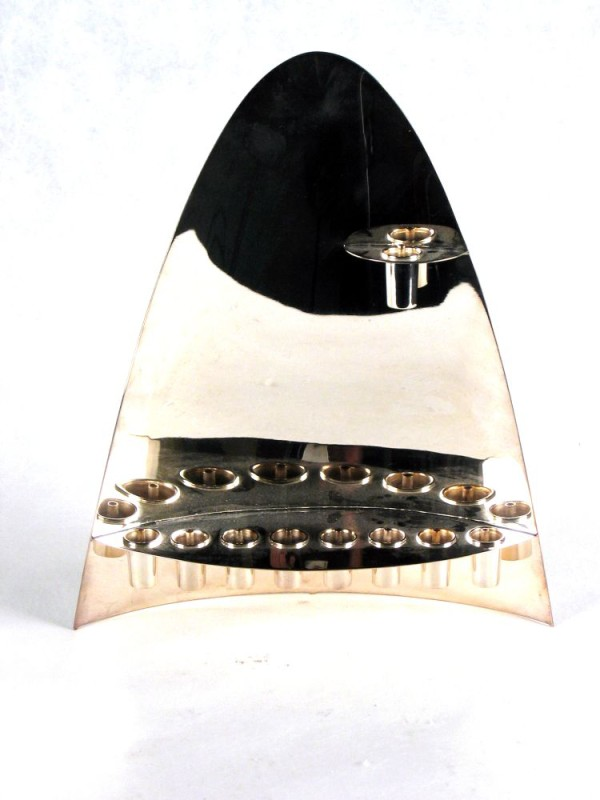
イスラエル 20世紀

### アムステルダム ― 2つのディアスポラの出会い
この展示室は、ユダヤ人と他の民族の出会いに焦点を当てている。17～18世紀のオランダ版画のコレクションでは、1492年のスペインのユダヤ人追放令発令後のユダヤ人の流浪の歴史をたどることができ、1711年にアムステルダムに移住したフランス人版画家ベルナール・ピカール(1673-1733) の一連の作品には、1496年から1497年にかけてポルトガルから追放されたユダヤ人がアムステルダム、ロンドン、ボルドーでそれぞれの社会に溶け込んでいく様子が描かれている。

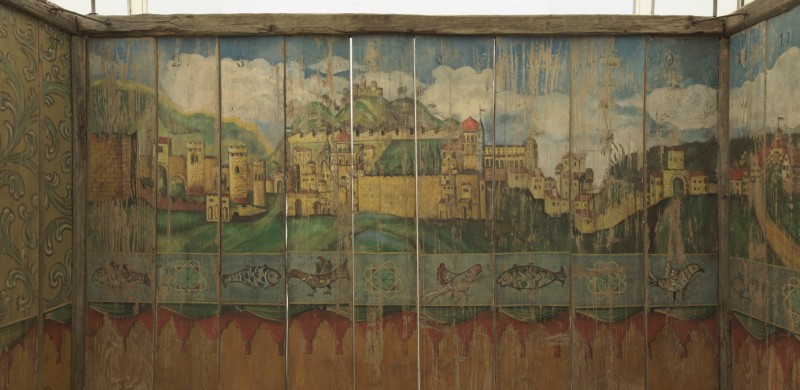
再現された仮庵 (19世紀オーストリアまたはドイツ南部)

### エルサレムへの巡礼
19世紀のオーストリアまたはドイツ南部で「仮庵の祭り」に使われていた仮庵（幕屋）が再現され、展示されている。これはユダヤ芸術歴史博物館の最も重要な所蔵品の一つである。内部にはモーセの十戒の言葉、エルサレムおよびオーストリアまたはドイツの村が描かれている。他の作品には「仮庵の祭り」のほか、「過越の祭り」と「七週の祭り」（ユダヤ教三大祭）も描かれている。

### 東欧のユダヤ人

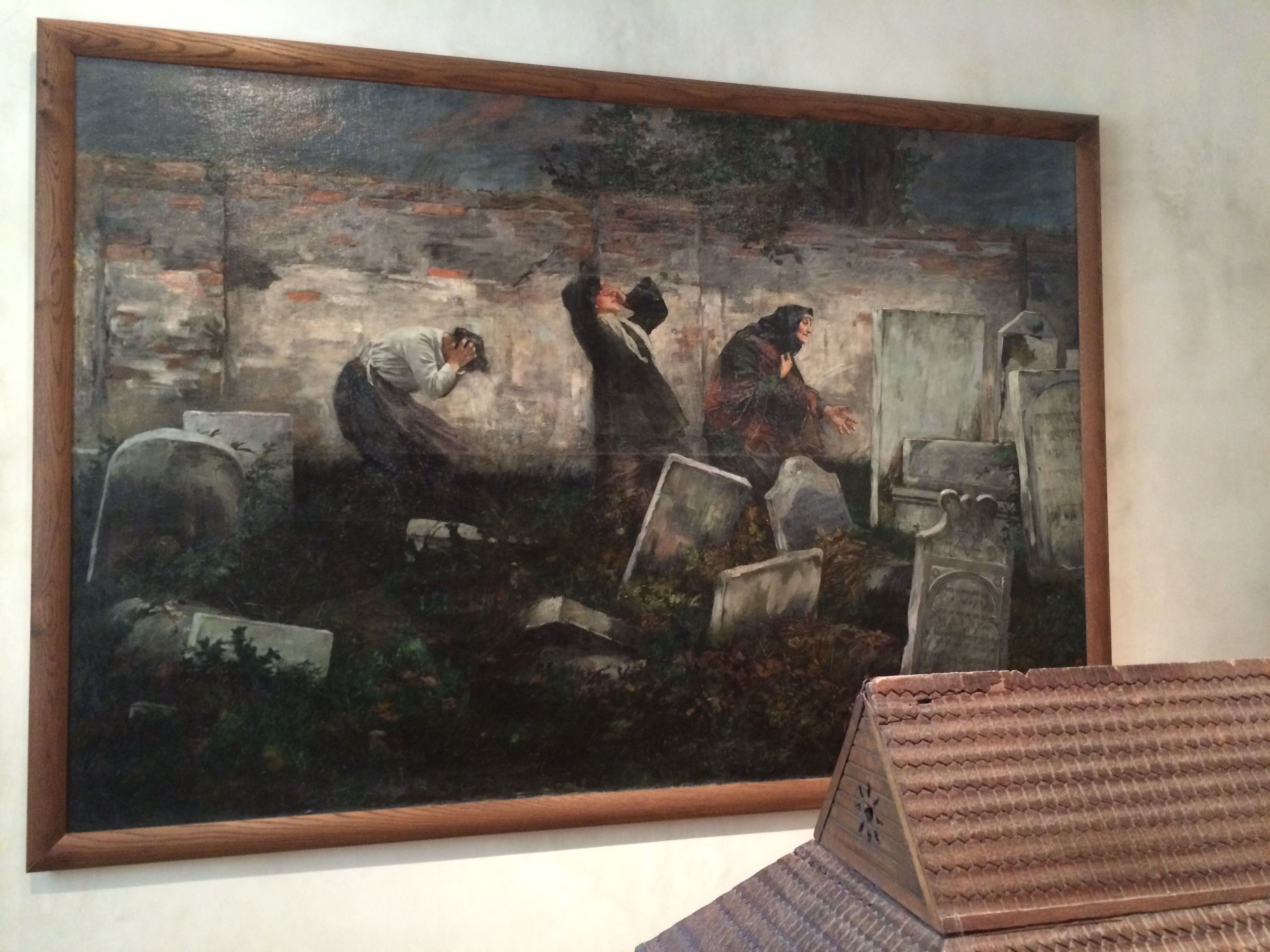
サミュエル・ヒルツェンバーグ『ユダヤ人墓地』(1892)

アシュケナージ系ユダヤ人（東欧諸国に定住したユダヤ系ディアスポラ）に焦点を当てた展示室で、ポーランド、ウクライナおよびリトアニアのシナゴーグの模型が展示されている。これらの国のシナゴーグはナチスによりほとんど破壊されたため、失われた世界を再現した貴重な模型である。
ユダヤ系ポーランド人画家サミュエル・ヒルツェンバーグ(1865-1908) の『ユダヤ人墓地』(1892) は19世紀末のポーランドやロシアでのポグロムによるユダヤ人社会の苦しみを表現した作品である。
シュテットル（東欧の小規模のユダヤ人社会）の生活を描いたマルク・シャガール (1887-1985) の絵画が展示されている。

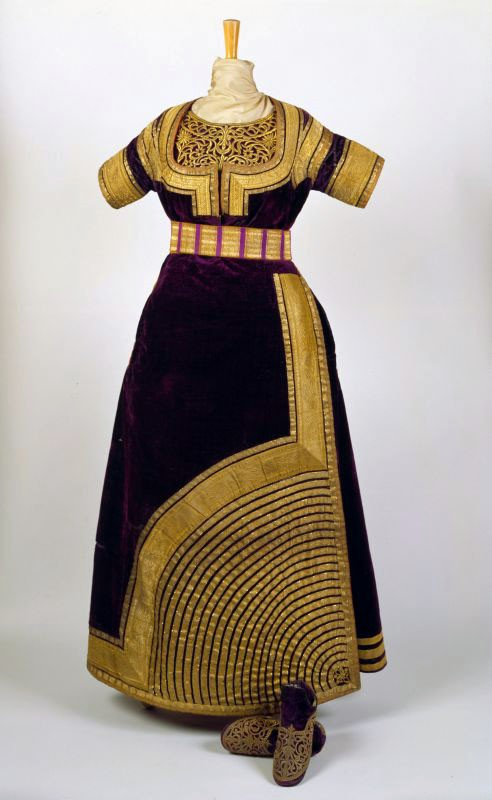
婚礼の衣装 (モロッコ, 19世紀)

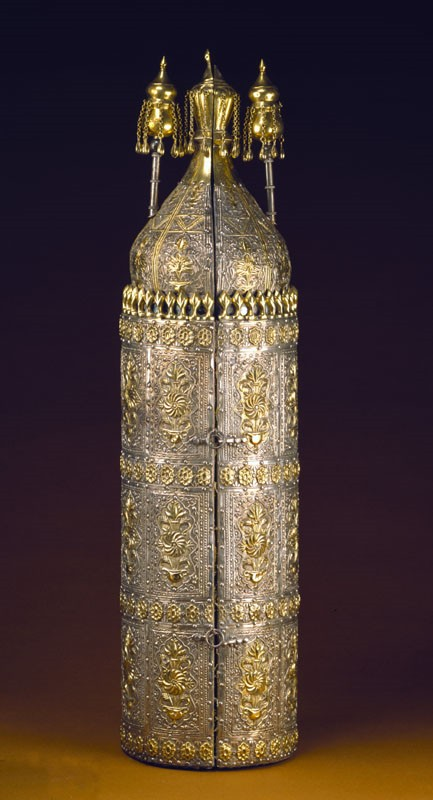
トーラーの巻物を納めた金細工の容器

さらに、安息日、祈祷、典礼などのテーマ別の展示物があり、ユダヤ学の研究機関やユダヤ教の主な宗派について知ることができる。

### 祭事と伝統
ロシュ・ハシャナ（新年祭）からヨム・キプル（贖罪の日）、過越の祭り、七週の祭り、仮庵の祭りの三大祭などのユダヤ教の祭事や、割礼、バル・ミツワーなどの儀式、安息日、祈祷、礼拝、タルムード学、カシュルートなどの宗教実践に関する美術工芸品や祭具、版画などを展示している。
ヨム・キプルを描いたアルフォンス・レヴィ (1843-1918) の版画、香炉やトーラーの巻物を納めた箱、ロバート・キャパによるユダヤの教えを受ける子供たちの写真、割礼式の椅子、祈祷書、タッリート（礼拝用の肩掛け）などが展示されている。

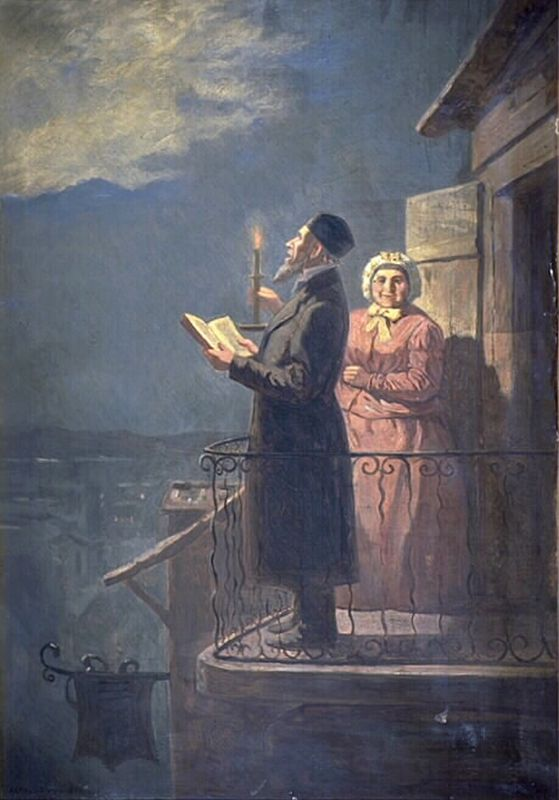
アルフォンス・レヴィ『夜の祈り』(1883)

### 中近東諸国・マグレブ諸国のユダヤ人
スファラディ系ユダヤ人、特にマグレブ諸国、オスマン帝国、中東諸国におけるユダヤ人の伝統や儀式を紹介する展示室で、特に結婚その他の民族衣装、シナゴーグの金銀細工品、オリエンタリズムの絵画、版画、写真のほか、これらとは対照的な貧しい一般庶民の日用品、庶民の生活を描いた印刷物なども展示されている。

### 解放 ― フランスの場合
19世紀フランスにおけるユダヤ人の解放の歴史 ― フランス革命、ユダヤ人の市民権、1808年ユダヤ長老会設立（ナポレオン1世によるユダヤ人の同化政策）、シナゴーグの建立、アドルフ・クレミューによるユダヤ人の地位改善のための一連のデクレ ― をたどることができる展示室である。
フランス人画家のアルフォンス・レヴィ、エドゥアール・ブランドン、エドゥアール・モイーズ、ユダヤ系ポーランド人画家マウリツィ・ゴットリープ(1856-1879)、サミュエル・ヒルツェンバーグなどのユダヤ人を題材とした絵画が展示されている。

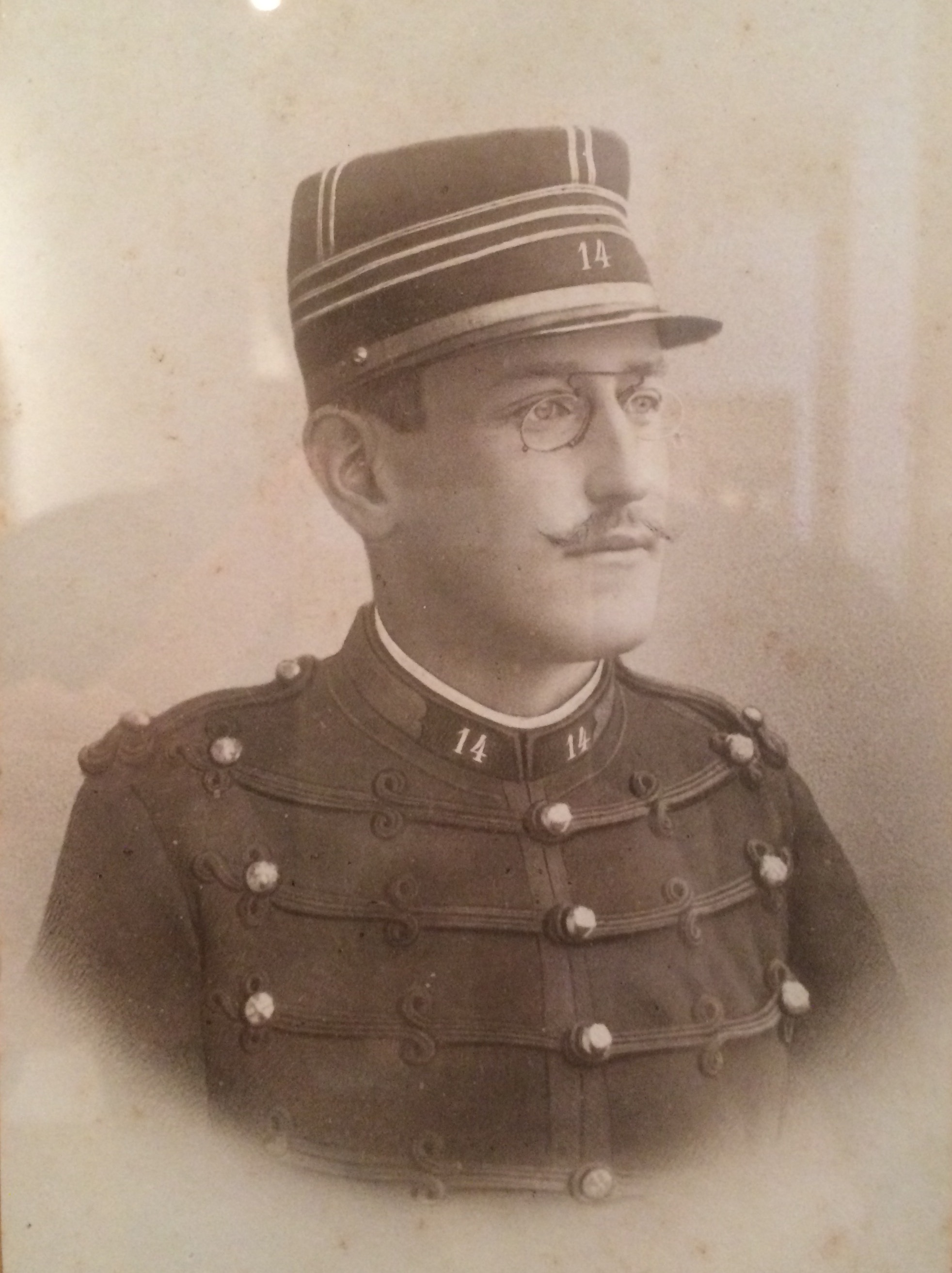
ドレフュス大尉 (1890)

### ドレフュス事件から第一次世界大戦まで
ドレフュス大尉の家族により寄贈されたドレフュス事件に関する史料2,700部を展示している。

### 欧州におけるユダヤ研究・政治運動
フランスおよびドイツにおけるユダヤ学の発展、初期のユダヤ史研究者、イディッシュ文学・文化、ヘブライ語の復興、劇場や新聞、シオニズム、ユダヤ人労働者総同盟（ブント）などの政治運動を中心に、19世紀末から20世紀初頭にかけての学術的・政治的な活動を紹介している。

### 20世紀のユダヤ人アーティスト
マルク・シャガール、ミシェル・キコイーヌ(1892-1968)、シャイム・スーティン (1893-1943)、アメデオ・モディリアーニ (1884-1920)、モイズ・キスリング (1891-1953)、ジャック・リプシッツジャック・リプシッツ (1898-1986)、シャナ・オルロフ(1888-1968) などのエコール・ド・パリの画家を中心に、今ではほとんど忘れ去られたアーティストを含み、20世紀芸術において重要な役割を担ったユダヤ人アーティストの作品を展示している。

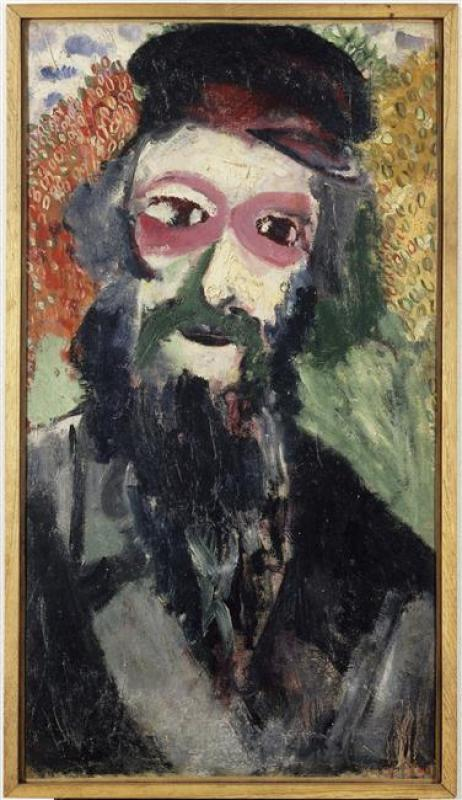
マルク・シャガール『父』(1911)
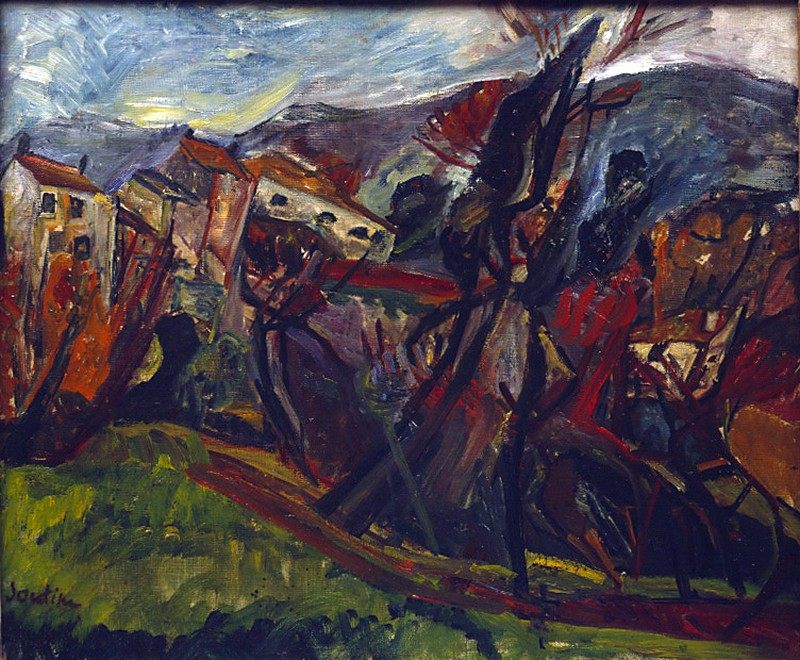
シャイム・スーティン『セレの風景』(1919)
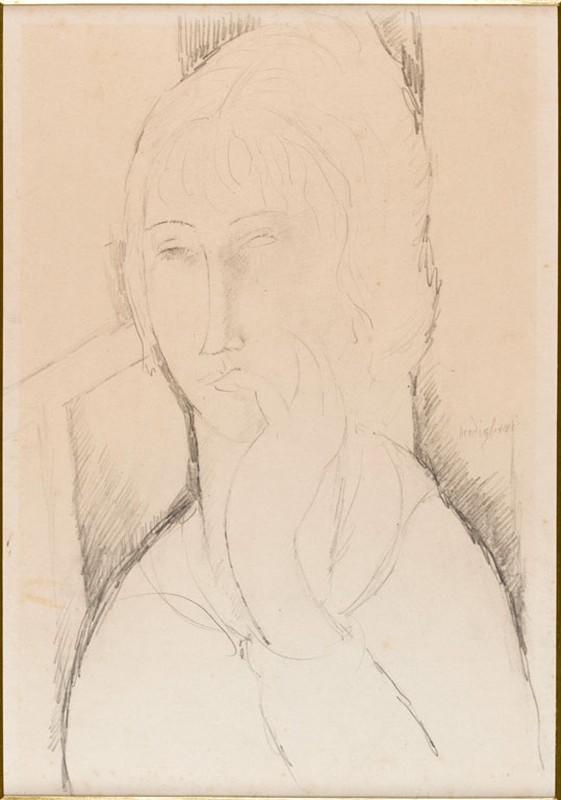
アメデオ・モディリアーニ『若い女の胸像』
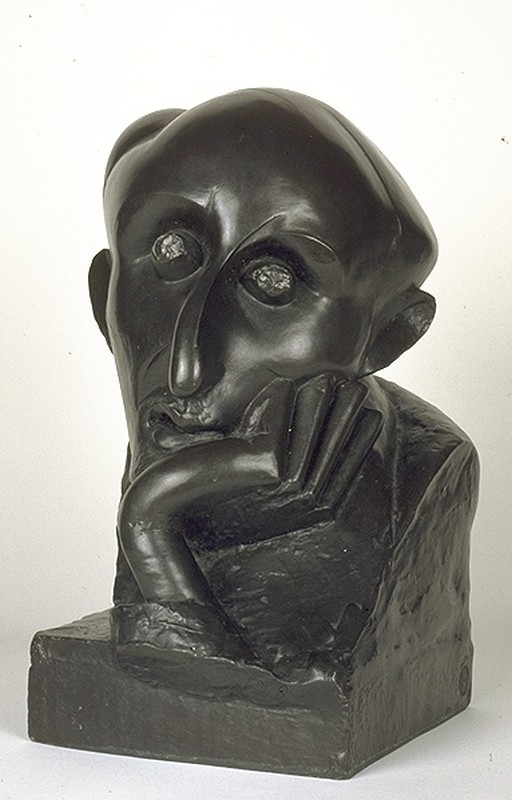
シャナ・オルロフ『ユダヤ人画家』(1920)

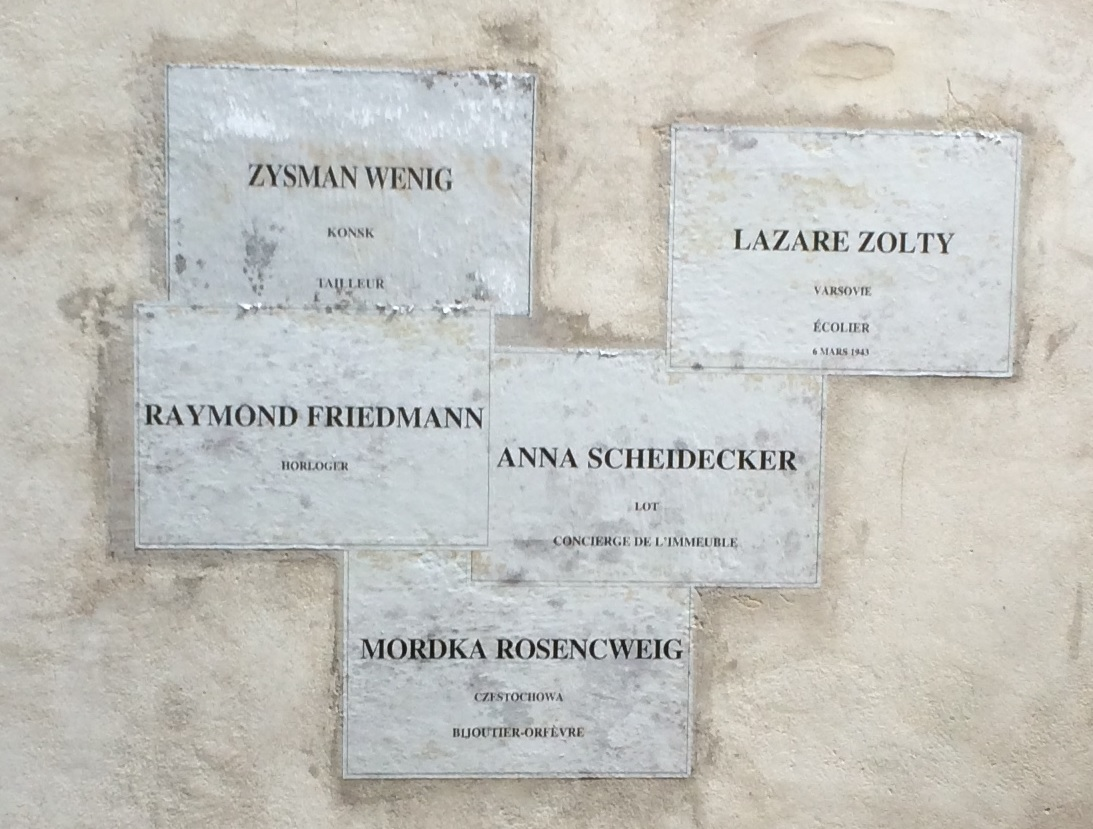
クリスチャン・ボルタンスキ「1939年のサン＝テニャン館の住人」

また、中庭の壁一面を覆うクリスチャン・ボルタンスキのインスタレーション「1939年のサン＝テニャン館の住人」は、ドイツ軍が侵攻を開始した1939年（第二次世界大戦勃発）までサン＝テニャン館（以下参照）に住んでいた貧しい職人（その多くがユダヤ人）80人の名前を記した作品である。

## サン＝テニャン館の歴史
松岡智子氏の論文「ユダヤ芸術歴史博物館とパリ・マレ地区」による

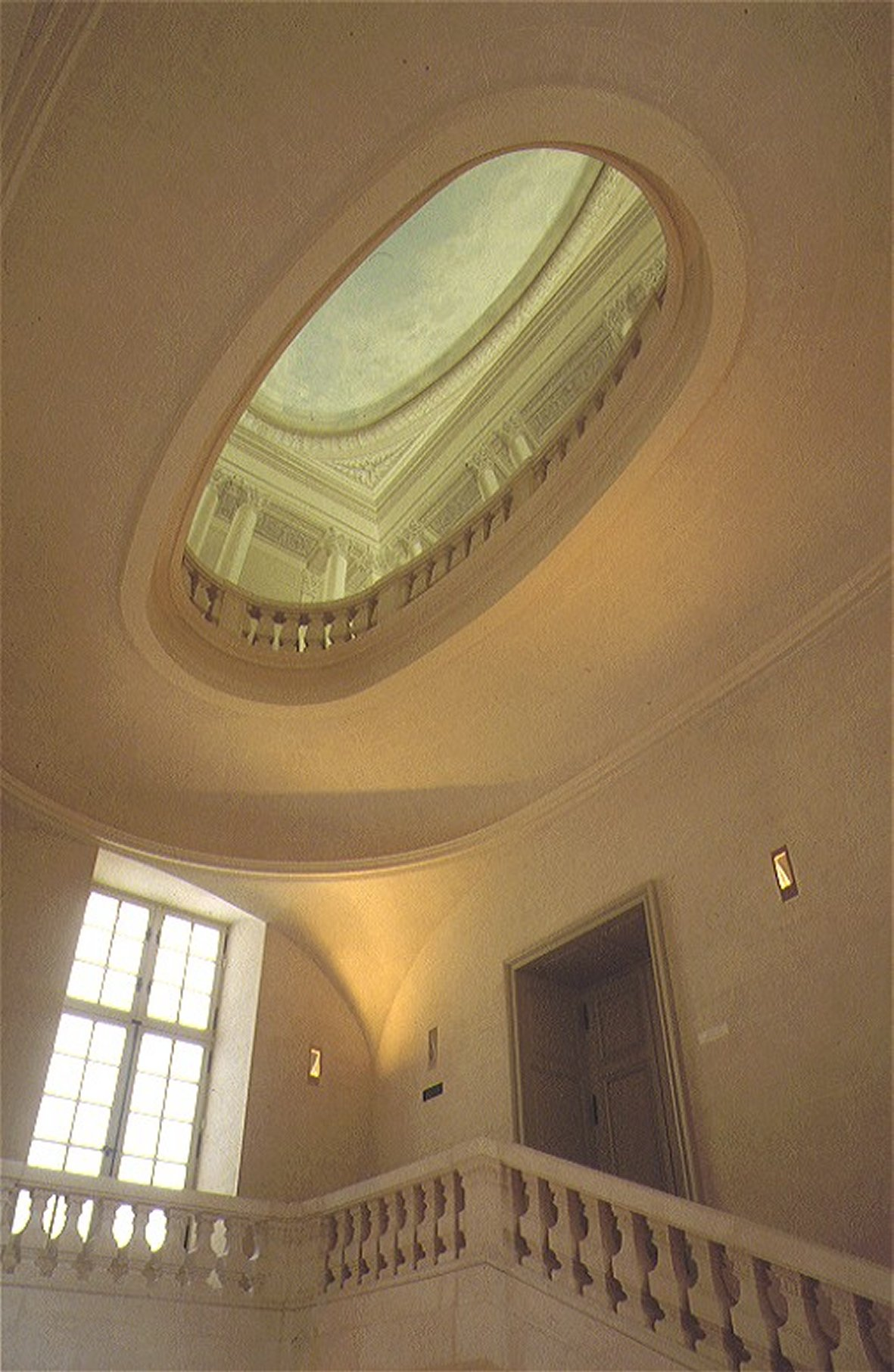
サン＝テニャン館の大階段

サン＝テニャン館は、二人の枢機卿リシュリューとマザランに仕えた外交官ダヴォー伯爵のために、マザランの館の設計で知られる王室建築家ピエール・ル・ミュエ(1591-1669) が手掛けており、中庭と通りに沿った翼をもつ古典主義的な様式により1644年に着工し、1650年に完成した。その後、サン＝テニャン公がこの館を購入し住まいとしたが、18世紀に入ると、新たな住宅地としてフォーブール・サン・ジェルマンに人気が集まったため、マレ地区の貴族の邸宅の多くは見捨てられて売却され、工場や学校や低所得層の住宅となった。その後、フランス革命の嵐を免れたサン＝テニャン館は、1800年から1823年の間、役所として使用され、後に分譲され、上階を増築され装飾も施された。さらにはコンクリートで中二階が作られ、ル・ミュエ当時の優雅な大回廊や階段も失われてしまった。1910年頃には、第二帝政時代のセーヌ県知事ジョルジュ・オスマンによるパリの大改造から免れたものの、様々な職人たちが住む共同住宅となり、建物も老朽化し、暖房に石炭を用いたためか壁も黒く汚れて変わり果てたサン＝テニャン館の姿が見られる。
荒廃の一途をたどったマレ地区が国家的な保護の対象となったのは、1959年、シャルル・ド・ゴールによって、アンドレ・マルローが文化を専門的に担当する国務大臣に任命され、1962年に制定された世界的にも前例のない「マルロー法」によって、歴史的な文化遺産やその該当地区の保全を強調したことによる。マレは1964年から1967年にかけて、全体にわたり保全地区に指定され、貴族の館をはじめ周囲の建物の外観の洗浄と磨き直しが行われ、注意深く修復し内部も改築したが、ふさわしくない建物は容赦なく取り壊された。
サン＝テニャン館が博物館として本格的に修復・改築されるのは1980年代からである。歴史的記念物の主任建築家ベルナール・フォンケルニー、古典建築の専門家クロード・ミニョ、建築家カトリーヌ・ビズアールとフランソワ・パンらの主導により次々と修復、復元、改装が行われ、17世紀の貴族の館の優雅さを取り戻すことになった。